# Фенката
Фенката (мальт. Fenkata) — блюдо национальной мальтийской кухни. Крольчатину тушат в красном сухом вине с овощами и чесноком. Фенкатой ещё называют особый мальтийский пикник с приготовлением кролика на открытом воздухе.

## История
Считается, что прародиной кроликов является северо-запад Африки и Иберийский полуостров, но и на Мальте кролики (мальт. fenek) живут с незапамятных времён. Существует версия, что кроликов на Мальту завезли ещё в глубокой древности моряки торговых судов, которые ходили по Средиземному морю. Такая версия вполне правдоподобна, ведь при необходимости моряки могли пополнить запасы за счёт мяса неприхотливых и быстро размножающихся животных.

## Варианты приготовления
На Мальте существует огромное количество рецептов приготовления кролика и практически в каждом ресторане Мальты подают «кролика по-домашнему», приготовленного по «особому» рецепту. Очень популярен у мальтийцев кролик с овощным рагу (мальт. fenek biz-zalza), (мальт. fenek il-forn) — кролик, запечённый целиком на подушке из лука и картофеля. Существует и пирог с крольчатиной (мальт. torta tal-fenek), в начинку которого, кроме мяса, входят картофель и горох. Ещё очень популярен особый соус для спагетти, приготовленный из мяса кролика и овощей.